# Angélica Rivera

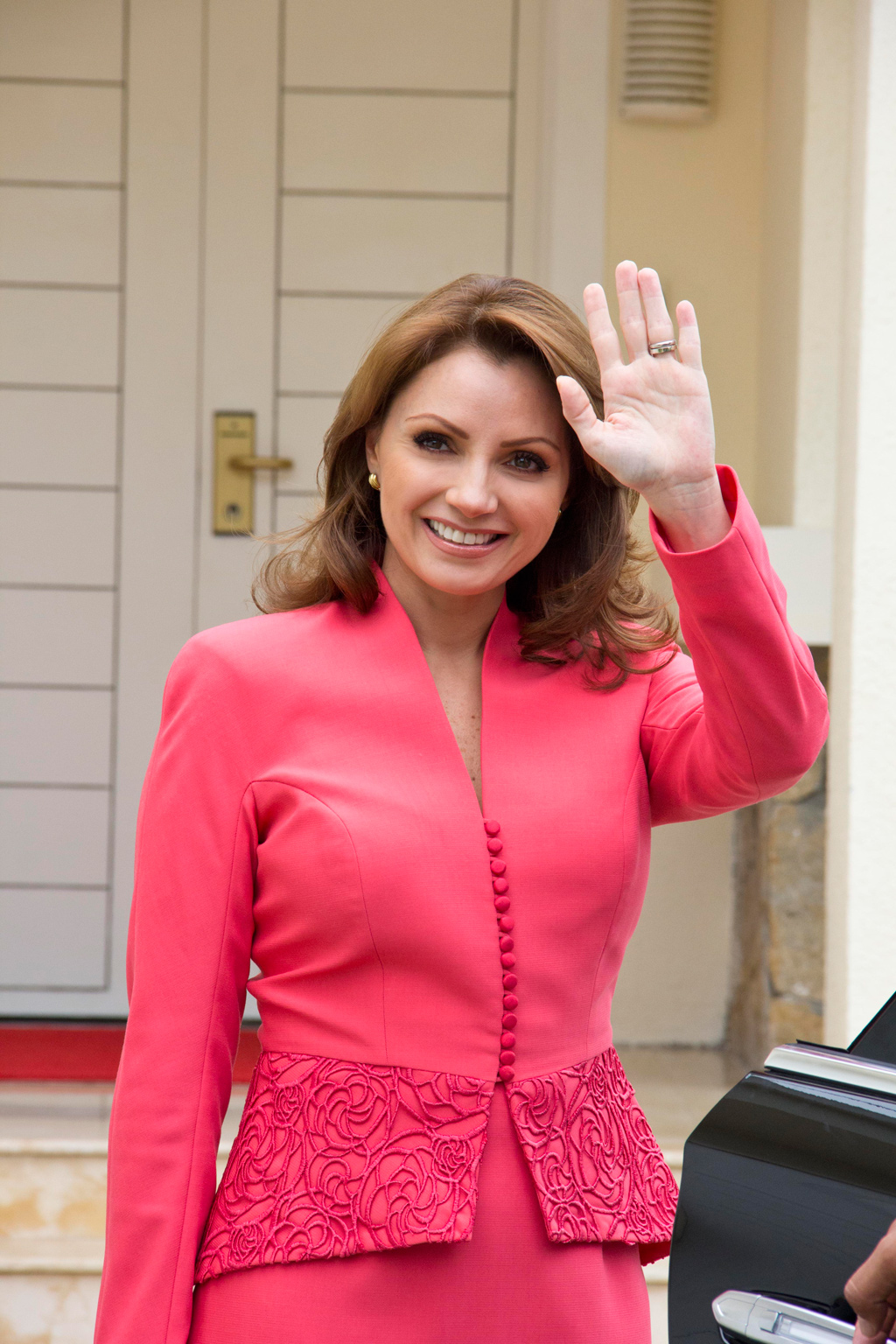
Angélica Rivera in 2013

Angélica Rivera Hurtado (Mexico-Stad, 2 augustus 1970) is een Mexicaans telenovela-actrice en voormalig eerste dame van Mexico.
Rivera begon op 17-jarige leeftijd als model en had twee jaar later haar eerste rol in de telenovela Dulce Desafio. Haar doorbraak kwam in La dueña in 1995. Sindsdien heeft ze hoofdrollen gespeeld in onder andere Ángela, Sin pecado concebido, Mariana de la noche en Destilando amor. Rivera is een van de bekendste actrices van het land.
Rivera was gehuwd met regisseur José Alberto Castro, met wie zij drie kinderen kreeg. Op 17 december 2008 kondigde zij aan te zullen scheiden en maakte zij bekend in januari 2009 te zullen trouwen met Enrique Peña Nieto, gouverneur van de deelstaat Mexico. Uiteindelijk zijn zij op 27 november 2010 getrouwd. Rivera was eerste dame van Mexico van 2012 tot 2018. In 2019 scheidde zij van Peña Nieto.
- Library of Congress Control Number: no2018003348
- MusicBrainz: cac811fc-e3bb-47ae-b1a8-21093b9c9af8
- Virtual International Authority File: 9116151595794305470004
- WorldCat: E39PBJfx6DWh9TccGDhcXCyKh3